# Anna Tunnicliffe
Anna Tunnicliffe (Doncaster, Anglaterra, 17 d'octubre de 1982) és una esportista nord-americana que va competir en vela a les classes Laser Radial, Elliott 6m i Snipe, i posteriorment a CrossFit.
Va nàixer en el Regne Unit, però es va mudar amb la seua família a Perrysburg (Ohio), Estats Units, quan tenia 12 anys. Allí va estudiar en la Perrysburg High School. Va participar en dos Jocs Olímpics d'Estiu, obtenint una medalla d'or a Pequín 2008, a la classe Laser Radial, i el 5º lloc a Londres 2012 (Elliott 6m).
Va guanyar dos medalles de bronze en el Campionat Mundial de Laser Radial, en els anys 2005 i 2009; dos medalles en el Campionat Mundial de Elliott 6m, or en 2011 i plata en 2012, i dos medalles en el Campionat Mundial Femení de Snipe, plata en 2008 i or en 2010. En dos ocasions va ser nomenada Regatista Mundial de l'Any per la Federació Internacional de Vela, en els anys 2009 i 2011.
Va ingressar a la Universitat de Old Dominion (ODU) per estudiar i navegar. Allí, amb els Old Dominion Monarchs, va aconseguir quatre campionats nacionals de la Inter-Collegiate Sailing Association of North America (ICSA). Va ser reconeguda amb el premi Quàntum Sailor of the Year en el seu quart any de carrera universitària.